# Homofonia (muzyka)
Homofonia – rodzaj faktury, w której melodii, znajdującej się zazwyczaj w najwyższym głosie, towarzyszy akompaniament. Muzyka powstała na fakturze homofonicznej nosi nazwę muzyki homofonicznej.
Homofonia polega na dominacji melodii prowadzonej w pierwszym głosie, najczęściej jest to głos wykonujący główny temat utworu. W takich utworach akompaniament występuje w formie pionów akordowych lub figuracji. Rozkwit tej faktury przypada na epokę klasyczną i romantyczną. Występuje w wielu ówczesnych formach muzycznych.